# 中小企業大学校

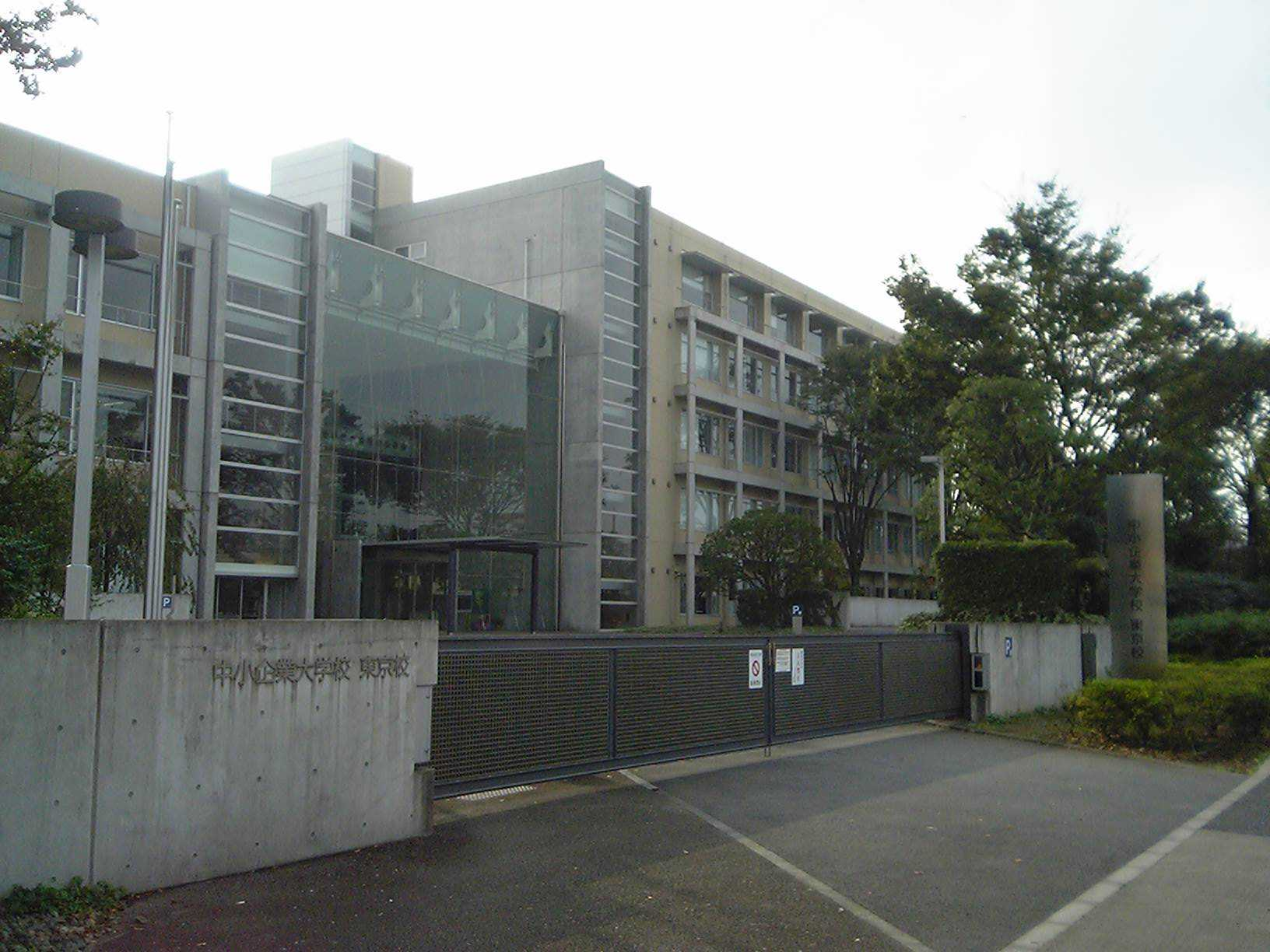
中小企業大学校東京校

中小企業大学校（ちゅうしょうきぎょうだいがっこう）は、独立行政法人中小企業基盤整備機構法（平成14年法律第147号）第15条第1項第2号の規定に基づき、中小企業支援担当者等の養成及び研修並びに中小企業者に対する経営方法及び技術の研修を行う機関である。独立行政法人中小企業基盤整備機構が設置する。

## キャンパス
2020年度現在、次の9校が設置されている。
- 旭川校（北海道旭川市）：市場化テストの対象として、2006年10月から株式会社東京リーガルマインドと株式会社オーエンスが受託運営している
- 仙台校（宮城県仙台市青葉区）
- 三条校（新潟県三条市）
- 東京校（東京都東大和市）
- 瀬戸校（愛知県瀬戸市）
- 関西校（兵庫県神崎郡福崎町）
- 広島校（広島県広島市西区）
- 直方校（福岡県直方市）
- 人吉校（熊本県人吉市）

なお、中小企業診断士養成課程（中小企業支援事業の実施に関する基準を定める省令（昭和38年通商産業省令第123号）第7条の規定に基づき中小企業基盤整備機構が実施するもの）は、東京校のみに設置されている。